# 变胞藻科
变胞藻科（学名：Astasiaceae）为双鞭藻目的一个科。

## 下级分类
本科包括以下属：
- Cyclidiopsis
- Petalomonas
- Tropidocyphus S.F.N.Stein, 1878